# そんなぼくがすき
「そんなぼくがすき」は、日本のバンド・たまの楽曲である。1992年9月16日にアクシックより6枚目のシングルとして発売された。1991年12月から1992年1月までNHKの『みんなのうた』で放送された。

## 概要
前作『きみしかいない』より約1年ぶりのリリース。オリジナル・アルバムには未収録で、ベストアルバム『まちあわせ』でアルバム初収録。2013年にリマスターされた3rdアルバム『きゃべつ』にボーナストラックとして収録される。
『みんなのうた』におけるアニメーションは吉良敬三が手掛け、大須賀理恵がイラストを手掛けた。シングルのジャケットイラストは『みんなのうた』で流れた時の大須賀理恵のイラスト。
たま解散の2か月後である2003年12月から2004年1月までテレビで再放送され、その後2008年12月から2009年1月にも同じくテレビで再放送された。
また、Eテレの企画「お願い!編集長」に寄せられたリクエストに賛同者が多く集まったため、2012年10月27日・11月24日にも再放送された。

## 収録曲
1. そんなぼくがすき
作詞・リードボーカル：知久寿焼、作曲：たま
NHK『みんなのうた』放送曲。
2. ぼくはヘリコプター
作詞・リードボーカル：柳原幼一郎、作曲：たま
3rdアルバム『きゃべつ』からのリカット。

## 収録アルバム
そんなぼくがすき
- まちあわせ
- たまセレクション
- きゃべつ（再発盤）[3]

ぼくはヘリコプター
- きゃべつ